# Bundeswahlgeräteverordnung
Die Verordnung über den Einsatz von Wahlgeräten bei den Wahlen zum Deutschen Bundestag und der Abgeordneten des Europäischen Parlaments aus der Bundesrepublik Deutschland (Bundeswahlgeräteverordnung, BWahlGV) ist eine aufgrund des Bundeswahlgesetzes erlassene Rechtsverordnung über die Stimmabgabe mit Wahlgeräten. Sie ersetzte am 20. April 1999 die ursprüngliche Verordnung zum Einsatz von Wahlgeräten von 1975, die noch auf mechanische Wahlgeräte ausgelegt war.
Am 3. März 2009 erklärte das Bundesverfassungsgericht die Bundeswahlgeräteverordnung für verfassungswidrig, da diese „nicht sicherstellt, dass nur solche Wahlgeräte zugelassen und verwendet werden, die den verfassungsrechtlichen Voraussetzungen des Grundsatzes der Öffentlichkeit genügen“.

## Kriterien für Wahlgeräte

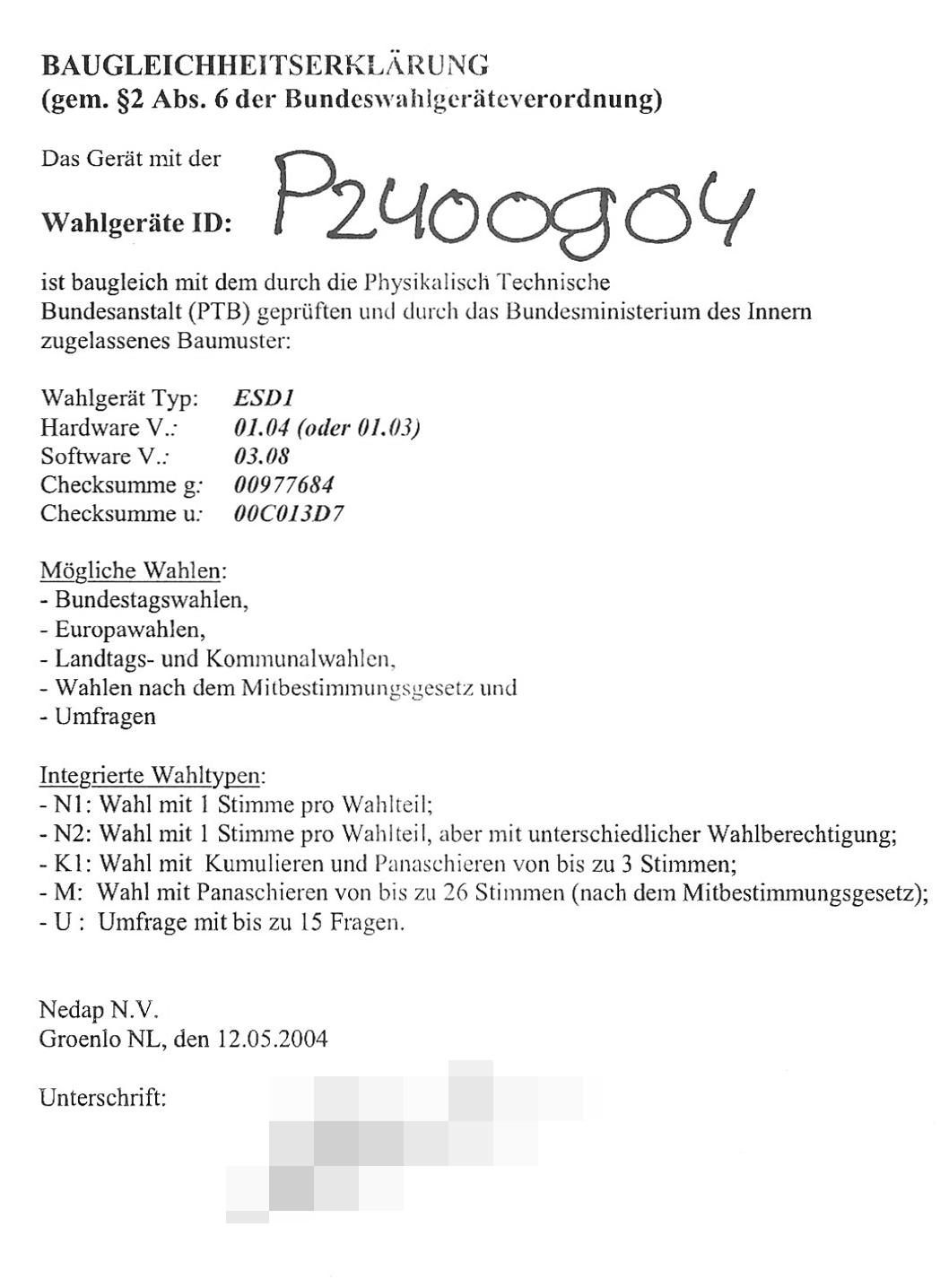
Baugleichheitserklärung für das Nedap-Wahlgerät vom Typ ESD1

Kriterien, denen das Wahlgerät laut Bundeswahlgeräteverordnung entsprechen muss, sind:
- Korrekte Durchführung des Wahlprozesses
- Sichere Speicherung der abgegebenen Stimmen
- Wahrung des Wahlgeheimnisses
- Richtige Zählung der Stimmen
- Bedienbarkeit der Geräte
- Sichere und langlebige Konstruktion
- Sicherheit bei Störungen
- Unempfindlichkeit gegen mechanische, klimatische und elektromagnetische Umgebungseinflüsse

Diese und weitergehende Kriterien werden von der Physikalisch-Technischen Bundesanstalt geprüft, bevor ein Wahlgerät die Zulassung durch das Bundesministerium des Innern erlangen kann.

## Geräte
Die erste Bauartzulassung war am 31. Mai 1999 wurde von der nach BWahlGV für die Prüfung der Wahlgeräte zuständigen Physikalisch-Technischen Bundesanstalt (PTB) erteilt worden. Die Akkreditierung der PTB als Softwareprüflabor erfolgte erst 2001. Die einzigen in Deutschland zugelassenen Geräte nach dieser Verordnung waren die Typen ESD1 und ESD2 der Firma niederländischen Firma Nedap. Unter Berufung auf ihr Urheberrecht konnte Nedap die vollständige Akteneinsicht in die Prüfunterlagen der PTB gemäß Informationsfreiheitsgesetz verhindern.
Der für die Bürgerschaftswahl in Hamburg 2008 vorgesehene Digitale Wahlstift konnte nach der bisherigen BWahlGV nicht für Bundestagswahlen benutzt werden, da der Verordnungstext zu spezifisch auf Geräte mit Knöpfen abgestimmt war.